# Кенджаев, Сафарали Кенджаевич
Сафарали Кенджаевич Кенджаев (тадж. Сафаралӣ Кенҷаевич Кенҷаев; 18 февраля 1942 — 30 марта 1999) — таджикский политический деятель, основатель и руководитель «Народного фронта» (1992) и Социалистической партии Таджикистана (1996), Председатель Верховного Совета Таджикистана (1991—1992).

## Биография
Сафарали Кенжаев родился 18 февраля 1942 года в кишлаке Чоррякорон Ленинского района Таджикской ССР. По происхождению ягнобец. Трудовую деятельность начал простым поливальщиком в колхозе «Победа». В 1965 году с отличием окончил юридический факультет Таджикского государственного университета имени В. И. Ленина. С 1975 по 1983 годы работал прокурором Фрунзенского района г. Душанбе, а затем с 1983 по 1989 годы — Транспортным прокурором Таджикской ССР. В 1989 году его назначили заместителем транспортного прокурора Среднеазиатской Железной дороги, а в феврале 1991 года стал Председателем Контрольного комитета при Президенте Таджикистана.
2 декабря 1991 года С. Кенджаев был избран Председателем Верховного Совета Республики Таджикистан. 22 марта в Душанбе состоялся многотысячный митинг в знак протеста против судебных преследований руководителей оппозиционной Демократической партии Таджикистана. Обстановка всё более накалялась. Последней каплей стала прямая трансляция 25 марта по республиканскому телевидению заседания Президиума ВС Таджикистана, на котором Кенджаев обвинил министра внутренних дел Мамадаёза Навжуванова, памирца по происхождению, в превышении полномочий. Обвинения были высказаны в крайне оскорбительной форме. Навжуванов, в свою очередь, обвинил Кенджаева в дискриминации горцев. Утром 26 марта на площади Шахидон (быв. Ленина) перед резиденцией Президента Таджикистана Набиева собрались около 500 человек, преимущественно выходцев Памира. В течение нескольких последующих дней их число непрерывно росло, в ряды митингующих вливались группы из других районов Таджикистана. Началось выдвижение политических требований, среди которых наиболее важными были: отставка спикера парламента Кенджаева, а затем и всего парламента, принятие новой Конституции, выборы в Верховный Совет на основе многопартийности, прекращение преследований оппозиции. 23 марта 1992 года перед Президентским дворцом на площади Шахидон начались митинги с требованием отставки Кенджаева.
Почему оппозиция так сильно ополчилась против Сафарали Кенджаева потому, что в его лице она увидела реального политического лидера, деятеля обладающего большим интеллектом сознающего меру ответственности, которая возлагалась на него судьбой и временем. C. Кенджаев быстро сумел отказаться от традиционных методов управления и провести деятельности Верховного Совета в рамках закона.
С другой стороны, С. Кенджаев будучи прокурором и Председателем контрольного комитета при Президенте РТ доказал, что представляет большую опасность для мафии. По инициативе и его участии, был поставлен заслон расхищению и разбазариванию народного добра. Сосредоточение, государственной власти в руках С. Кенджаева для мафии означало бескомпромиссную борьбу с ней, беспокойство и страх. И против С. Кенджаева стали собираться силы, которые были готовы на всё, вплоть до террористических актов. Для осуществления своих грязных планов они нанимали рэкетиров, рецидивистов и подкупали некоторых журналистов, привлекали на свою сторону неустойчивую часть интеллигенции.
Оппозиция знала, что только сломав его они смогут прийти к власти. Видя недейственность своих требований, оппозиция прибегла к силовым методам. В самый тяжелый час, несмотря на мощное давление оппозиции, абсолютное большинство народных депутатов трижды при тайном голосовании поддержали его. Когда политические противники Кенджаева поняли, что им не удается одолеть в честной борьбе, они пошли на шантаж, угрозы и 21 апреля захватили 17 депутатов Верховного Совета и членов правительства в заложники, доставили их на площадь Шахидон, угрожали расправой в случае если власти не пойдут на их уступки. На следующий день, Сафарали Кенджаев сам добровольно подал в отставку с поста Председателя Верховного Совета, ради спасения заложников, при этом он просил народных депутатов поддержать его отставку, так как ни одна должность не стоит человеческой жизни. Такое в мировой практике, не часто встречается.
В ходе весны и лета в стране между сторонниками правительственных сил и оппозиции, все чаще возникали вооруженные столкновения, вскоре переросшие в гражданскую войну: противостоящие силы формировались не столько по идеологическому, сколько по этническому, религиозному и клановому принципу. В начале сентября 1992 года, оппозиции удалось добиться отстранения народного избранного Президента Таджикистана Рахмона Набиева и фактически путем переворота, взять власть в свои руки. После отставки С. Кенджаев покинул Душанбе и уехал в Айнинский район, где работал заместителем Анзобского горно-обогатительного комбината.
О честности и неподкупности Сафарали Кенджаева говорили даже его заклятые враги. Закон, интересы общества для него были превыше всего. В своей многолетной неустойчивой борьбе против преступности, он ни разу не отступал от избранного пути. В своей профессии Кенджаев был признанный авторитет по всему Советскому Союзу, имел свою практическую школу. Будучи высокопрофессиональным ученным-практиком, занимая пост Председателя парламента, а затем руководителя одной из ведущих комитетов, внес достойный вклад в формирование законодательной базы республики. Коллеги, специалисты отзываются о Сафарали Кенджаеве как о талантливом ученном юристе знающего на высоком уровне как теорию, так и практику применения законов.
В тридцать с небольшим Сафарали Кенджаев защитил кандидатскую диссертацию.
C 1983 по 1990 года он работал транспортным прокурором Таджикистана и заместителем Среднеазматского транспортного прокурора. Закон и интересы общества для него были превыше всего. Он внес огромный вклад в дело укрепления юридической службы в республике, чему свидетельствует признание его одним из лучших юристов и Указом Президиума ВС СССР награждение орденом «Дружбы народов».
В конце ноября 1992 года, по инициативе С. Кенджаева было созвано внеочередная примирительная 16 сессия Верховного Совета, где была принята «добровольная» отставка Президента Набиева, там же был избран новые глава верховного Совета Эмомали Рахмонов.
После 16 сессии Верховного Совета до 1995 года Кенджаев работал прокурором города Кайраккума Согдийской области, а в апреле того же года был избран народным депутатом Верховного Совета от 107 избирательного округа. На первом сессии был избран Председателем комитета по законодательству и правам человека.
За этот период, в 1998 году в Научно-исследовательский институт проблем и укрепления законности и правопорядка при Генеральной прокуратуре Российской Федерации успешно защитил докторскую диссертацию.
30 марта 1999 года Сафарали Кенджаев был застрелен в Душанбе со своим телохранителем и водителем автомобиля в момент, когда возвращался с работы домой.

### Монографии
- 1. Табадуллоти Тоҷикистон (Переворот в Таджикистане). — Душанбе — Ташкент, 1993—1997 гг., в 4-х томах (на таджикском языке), т. 1. — Душанбе, Фонд Кенжаева, 1993. — 31,0 п. л.; т. 3. — Ташкент, «Узбекистан», 1994. — 31,5 п. л.; т. 3. — Ташкент, «Узбекистан», 1995. — 31,5 п. л.; т. 4. — Ташкент, «Узбекистан», 1997. — 35 п. л.
- 2. Табаддулоти Тоҷикистон (Переворот в Таджикистане) (на узбекском языке)., т. 1. — Ташкент, «Узбекистан», 1996. — 30,0 п. л.; т. 2. — Душанбе, «Фонд Кенжаева», 1997. — 30,0 п. л.; т. 3. — Душанбе, Полиграфкомбинат № 3, «Фонд Кенжаева», 1997. — 35 п. л. (принято к публикации).
- 3. Переворот в Таджикистане. Т. 1. — Душанбе, Полиграфкомбинат № 3, «Фонд Кенжаева», 1997. — 30 п. л. (на русском языке).
- 4. Очерк истории прокуратуры Таджикистана. — Душанбе, «Фонд Кенжаева», 1995. — 16,4 п. л. Рецензия: Р. Х. Зойиров // Проблемы укрепления законности и правопорядка в Таджикистане, — Душанбе, 1996. — 0,3 п. л.
- 5. Закон и права человека, — Душанбе, «Ирфон», 1984. — 9,4 п. д.
- 6. О работе с письмами трудящихся. — Душанбе, «Ирфон», 1982. — 7,7 п. л.
- 7. За каждым обращением живой человек. — Душанбе, «Ирфон», 1978. — 4,8 п. л. (на тадж. языке).
- 8. Ҳуқуқ ва озодиҳои гражданинҳо (Права и свободы граждан). — Душанбе, «Ирфон», 1988. — 10,0 п. л. (на тадж. языке).
- 9. Сӯзи дил (Боль сердца). — Душанбе, «Ирфон», 1991. — 16,3 п. л. (на тадж. языке).
- 10. Доғ (Пятно). Судебные очерки. — Душанбе, 1996. — 16,0 п. л. (на тадж. языке).

### Информационно-справочные издания, учебные и учебно—методические пособия и программы
- 11. Уголовное дело № 10895. — Душанбе, 1989. 24,2 п. д. (на таджикском языке).
- 12. Ҷиноятнома (Книга о преступлении). — Душанбе, «Ирфон», 1993. — 35,8 п. л. (на таджикском языке).
- 13. Анализ районным (городским) прокурором правонарушений непреступного характера. — Харьков, 1981. — 5,0 п. л. (в соавторстве).
- 14. Координация деятельности транспортных и территориальных прокуроров, направленная на устранение сверхнормативных простоев, подвижных составов на подъездных путях предприятий, организаций. Методическое пособие. — Душанбе, 1986. — 8,7 п. л.
- 15. Составление процессуальных документов по уголовным делам. Программа и методические указания к спецкурсу. — Душанбе, 1987. — 1,0 п. л.
- 16. Практикум по общей части Советского уголовного процесса. — Душанбе, 1987. — 1,8 п. л.
- 17. Прокурорский надзор в СССР. Методическое пособие. — Душанбе, 1990. — 1,9 п. л.
- 18. Программа по общему надзору. — Душанбе, 1990. — 0,8 п. л.
- 19. Программа по прокурорскому надзору в СССР. — Душанбе, 1990. — 0,8 п. л.
- 20. Методические указания и задания для выполнения работ к собеседованию по курсу «Прокурорский надзор в СССР». — Душанбе, 1990. — 1,0 п. л.

### Статьи, рецензии и сообщения
- 21. Вопросы теории и практики работы прокурора с обращениями граждан // Советское государство и право. — Москва, 1980, № 10. — 0,8 п. л.
- 22. Право граждан на обращение с предложениями, заявлениями и жалобами в свете новой Конституции СССР // Укрепление законности и правопорядка, совершенствование советского законодательства и социалистической государственности. — Вып. 2. Душанбе, 1978. — 0,5 п. л.
- 23. XXV съезд КПСС о ленинском принципе рассмотрения предложений, заявлений и жалоб граждан // Мактаби советӣ (Советская школа). — Душанбе, 1978, № 2. — 0,5 п. л. (на таджикском языке).
- 24. Прокурорский надзор // Мактаби совети (Советская школа). — Душанбе, 1977, № 12. — 0,4 п. л. (на таджикском языке).
- 25. За каждой жалобой — человек // Коммунисти Тоҷикистон (Коммунист Таджикистана. — Душанбе, 1979, № 7. — 0,5 п. л. (на таджикском языке).
- 26. Свободу человечеству // Садои Шарк (Голос Востока). — орган Союза писателей Таджикистана. — Душанбе, 1979, № 8. — 0,9 п. л. (на таджикском языке).
- 27. Ленинские принципы работы с предложениями, жалобами и заявлениями трудящихся // Конституционное развитие Таджикской ССР. — Душанбе, 1980. — 0,5 п. л.
- 28. Ленинские идеи о работе с обращениями граждан // Укрепление законности и правопорядка, совершенствование советского законодательства и социалистической государственности. — Вып. 3. — Душанбе, 1980. — 0,9 п. л.
- 29. Права и обязанности родителей // Мактаби советӣ (Советская школа). — Душанбе, 1980, № 8. — 1,2 п. л. (на таджикском языке).
- 30. Справедливость восстановлена // Советская прокуратура. — Москва, «Юридическая литература», 1982. — 0,2 п. л.
- 31. XXVI съезд КПСС и вопросы совершенствования деятельности прокуратуры. «Реализация принципа инстанционности в работе с обращениями граждан» // Советское государство и право. — Москва, 1983. — 0,9 п. л.
- 32. Организация работы районной (городской) прокуратуры по поддержанию государственного обвинения // Материалы Всесоюзной научно-практической конференции по вопросам повышения эффективности поддержания государственного обвинения. — Москва, 1983. — 0,5 п. л.
- 33. Рецензия на кн.: Борецкий А. В., Долежан В. Акты прокуратуры по общему надзору. Учебное пособие. — Харьков, 1983, 64 с. // Социалистическая законность, 1984, № 3. — с. 95 — 96. — 0,2 п. л.
- 34. Роль прокурора в обеспечении соблюдения закона «О трудовых коллективах» // Советское государство и право. — Москва, 1986, № 1. — 0,6 п. л.
- 35. Как образовалась и развивалась прокуратура // Социалистическая законность. — Москва, 1987. — 0,3 п. л.
- 36. Очерк истории прокуратуры Таджикистана // Бюллетень прокуратуры Таджикской ССР. — Душанбе, 1988, № 1 (4). — 0,9 п. л.
- 37. Очерк истории прокуратуры Таджикистана // Бюллетень прокуратуры Таджикской ССР. — Душанбе, 1988, № 2 (5). — 1,4 п. л.
- 38. Очерк истории прокуратуры Таджикистана // Бюллетень прокуратуры Таджикской ССР. — Душанбе, 1988, № 4 (7). — 1,1 п. л.
- 39. Очерк истории прокуратуры Таджикистана // Бюллетень прокуратуры Таджикской ССР. — Душанбе, 1988, № 3 (6). — 1,3 п. л.
- 40. Как определять конечные результаты в работе прокуратуры // Социалистическая законность. — Москва, 1988, № 9. — 0,3 п. л.
- 41. Координация деятельности транспортных и территориальных прокуроров — залог, обеспечения достижения конечных результатов // Материалы научно-практической конференции по вопросам координации деятельности транспортных и территориальных прокуратур. — Душанбе, 1988. — 0,6 п. л.
- 42. Мӯй дар хамир // Садои Шарқ (Голос Востока). — Душанбе, 1988, № 10. — 1,1 п. л. (на таджикском языке).
- 43. Очерк о прокуратуре Таджикистана // Бюллетень прокуратуры Таджикской ССР. — Душанбе, 1989, № 2 (9). — 1,1 п. л.
- 44. Очерк о прокуратуре Таджикистана // Бюллетень прокуратуры Таджикской ССР. — Душанбе, 1989, № 1 (8). — 1,1 п. л.
- 45. Речи государственных обвинителей // Сборник. — Душанбе, 1989. — 1,3 п. л.
- 47. Истифодаи самарабахши вагонҳо вазифаи муҳим мебошад // Агропромышленный комплекс Таджикистана. — Душанбе, 1989, № 6. — 0,5 п. л. (на таджикском языке).
- 48. «Мардон»-и чорасозу шоҳидони мунофиқ // Садои Шарқ. — Душанбе, 1989, № 9. — 1,0 п. л.
- 49. Каҷқаламӣ дар сабти ҳақиқат // Садои Шарқ. — Душанбе, 1989, № 8. — 0,5 п. л.
- 50. Авиация и пестициды // Агропромышленный комплекс Таджикистана. Душанбе, 1989, № 9. — 0,4 п. л.
- 51. Авиация и пестициды // Агропромышленный комплекс Таджикистана. Душанбе, 1989, № 9.- 0,4 п. л. (на таджикском языке).
- 52. Кто виноват? // Занони Тоҷикистон (Женщины Таджикистана). — Душанбе, 1989, № 8. — 0,3 п. л. (на таджикском языке).
- 53. Нафси бад балои ҷон // Садои Шарқ. — Душанбе, 1989, № 12. — 0,8 п. л.
- 54. Очерк истории прокуратуры Таджикистана // Бюллетень прокуратуры Таджикской ССР. — Душанбе, 1989, № 2 (11). — 1,1 п. л.
- 55. Очерк истории прокуратуры Таджикистана // Бюллетень прокуратуры Таджикской ССР. — Душанбе, 1989, № 1 (10). — 1,2 п. л.
- 56. Без вины виноватые // Занони Точикистон. — Душанбе, 1989, № 12. — 0,4 п. л. (на таджикском языке).
- 57. Гунаҳгори бегуноҳ // Садои Шарқ, 1990, № 4. — 1,3 п. л.
- 58. Преступник к ответу // Агропромышленный комплекс Таджикистана. — Душанбе, 1989, № 12. — 1,0 п. л.
- 59. Гунаҳкор бояд ҷавоб диҳад // Агропромышленный комплекс Таджикистана — Душанбе, 1989, № 12. — 1,0 п. л. (на таджикском языке).
- 60. Очерк о прокуратуре Таджикистана // Бюллетень прокуратуры Таджикской ССР. — Душанбе, 1990, № 1 (12). — 1,3 п. л.
- 61. Проблемы и особенности функционирования информации в системе уголовной юстиции // Проблемы укрепления законности и правопорядка в Таджикистане. — Душанбе, 1996. — 0,4 п. л.
- 62. Совершенствование законодательства и практики его применения в Таджикской ССР. // Сборник научных трудов Таджикского государственного университета им. В. И. Ленина. — Душанбе, 1989. — 0,4 п. л.
- 63. Некоторые вопросы организации координации деятельности транспортных и территориальных прокуроров // Сборник научных трудов юридического факультета Таджикского государственного им. В. И. Ленина. — Душанбе, 1989. — 0,4 п. л.
- 64. В старой реке вновь протекает вода // По пути становления демократического и правового общества. — Душанбе, 1996. — 0,7 п. л. (на таджикском языке).
- 65. Информация в сфере правовой деятельности: проблема организации, выявления и учёта // Проблемы укрепления законности и правопорядка в Таджикистане. — Душанбе, 1996. — 0,3 п. л.
- 66. Проблемы и особенности функционирования информации в системе уголовной юстиции. // Проблемы укрепления законности и правопорядка в Таджикистане. — Душанбе, 1996. — 0,3 п. л.
- 67. Применение международного гуманитарного права на национальном уровне (сборник материалов конференции. Принято к опубликованию). — Душанбе, 1997. — 0,3 п. л.

Всего опубликовано более 70 работ, из них 16 монографического характера, общим объёмом более 360 печатных листов.